# 塔特蘭斯卡魯門尼卡

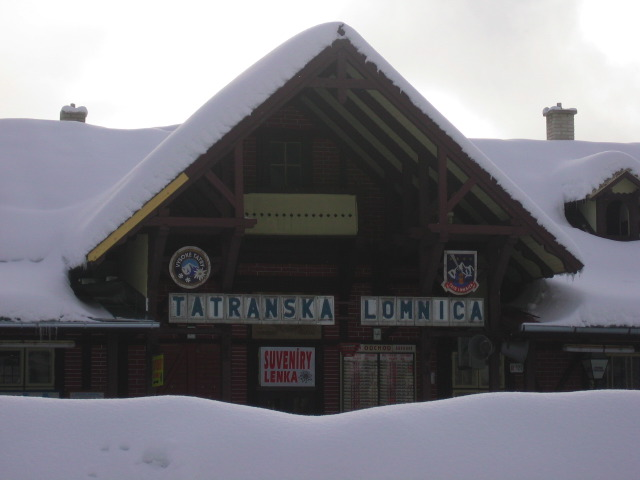
塔特蘭斯卡魯門尼卡車站

塔特蘭斯卡魯門尼卡是位於斯洛伐克北部的一個村鎮。塔特蘭斯卡魯門尼卡是斯洛伐克著名的旅遊勝地，以滑雪和登山運動而著稱。塔特蘭斯卡魯門尼卡也是一個行政區劃名。